# المعهد القضائي الفلسطيني
يُعدّ المعهد القضائي الفلسطيني  من أبرز المؤسسات القانونية في فلسطين حيث يضطلع بدور محوري في تطوير وتأهيل الكوادر القضائية مما يسهم في تعزيز كفاءة النظام القضائي الفلسطيني.

## التأسيس
تأسس المعهد القضائي الفلسطيني (PJI) في عام 2008 بهدف إعداد وتأهيل الكوادر القضائية للعمل في السلك القضائي والنيابة العامة. يُعتبر المعهد الجهة الرسمية المسؤولة عن التدريب القضائي في فلسطين ويعمل على تطوير قدرات القضاة وأعضاء النيابة العامة وموظفي السلطة القضائية.
تأسس المعهد القضائي الفلسطيني كجهة رسمية تُعنى بتأهيل القضاة وأعضاء النيابة العامة ويعمل تحت إشراف مجلس الوزراء الفلسطيني. يهدف المعهد إلى تطوير الكفاءات القانونية من خلال برامج تدريبية متخصصة ويُدار بهيكل تنظيمي يشمل مجلس إدارة ولجنة علمية تُشرف على إعداد المناهج والبرامج التدريبية.

## الأهداف والرسالة
يتمثل الهدف الأساسي للمعهد في رفع مستوى الأداء المهني للقضاة وأعضاء النيابة العامة بالإضافة إلى العاملين في قطاع العدالة بهدف الوصول إلى قضاء أكثر فعالية وكفاءة. كما يسعى المعهد إلى تعزيز قدرات القضاة في مجالات القانون المختلفة بما في ذلك القانون التجاري من خلال برامج تدريبية متخصصة.
يقدم المعهد مجموعة متنوعة من الدورات التدريبية منها: "ضوابط تسبيب الأحكام الجزائية" و"الإثبات الجزائي" و"جرائم غسل الأموال". كما ينظم ورش عمل مثل "الاختلالات الإجرائية في الحكم الاستئنافي المدني". ويُعقد بعض هذه البرامج بالتعاون مع مؤسسات دولية، مثل مشروع "سواسية 2" المدعوم من الأمم المتحدة والبنك الأوروبي لإعادة الإعمار والتنمية.
يُقيم المعهد شراكات مع مؤسسات قضائية إقليمية، مثل المعهد القضائي الأردني حيث قاموا بتنظيم جولات دراسية لأعضاء اللجنة الأكاديمية للاطلاع على تجارب تدريبية ناجحة. كما يتعاون المعهد مع الإدارة الوطنية للمحاكم في السويد لتعزيز مهارات المدربين في مجال التدريب القضائي.

### الأهداف الاستراتيجية
يركز المعهد على:
- تأهيل القضاة الجدد وتطوير مهارات القضاة الحاليين.
- تحسين مستوى الأداء القضائي من خلال التدريب المستمر.
- تعزيز البحث القانوني وتطوير المهارات القانونية المتخصصة.
- توسيع التعاون مع المؤسسات القضائية الإقليمية والدولية.